# Safety in Numbers (film, 1930)

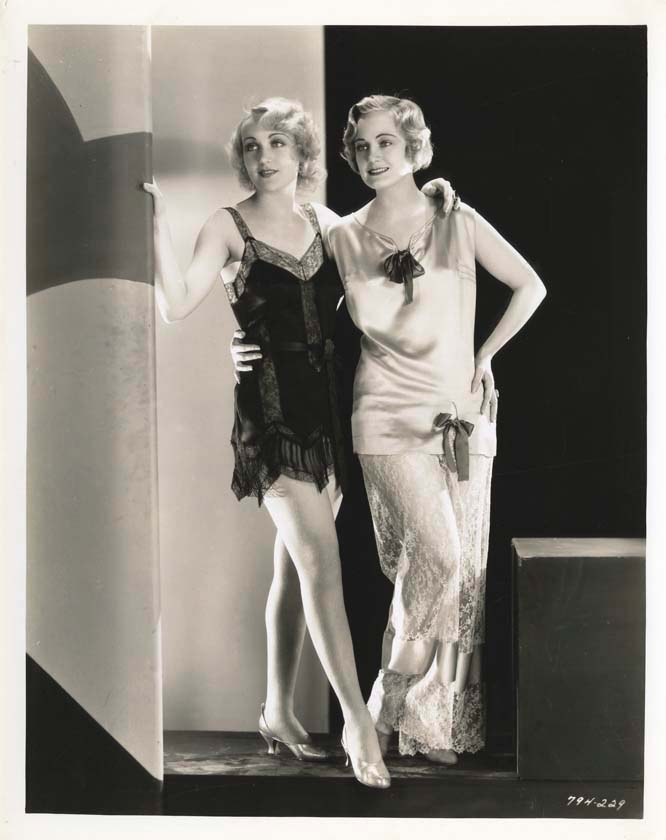
Carole Lombard et Josephine Dunn, photo promotionnelle

Pour les articles homonymes, voir Safety in Numbers.
 Safety in Numbers est un film américain réalisé par Victor Schertzinger et sorti en 1930.

## Synopsis
William Reynolds doit hériter de 350 millions de dollars lors de son prochain anniversaire, mais son oncle pense qu'il doit d'abord apprendre la façon dont fonctionne le monde. Cet oncle demande à trois follies girls de le guider à travers New York.

## Fiche technique
- Réalisation : Victor Schertzinger
- Scénario : George Marion Jr., Percy Heath
- Production : Paramount Pictures
- Photographie : 	Henry W. Gerrard
- Musique : Richard A. Whiting, George Marion Jr.
- Durée : 60 minutes
- Date de sortie :
  - États-Unis : 30 mai 1930

## Distribution

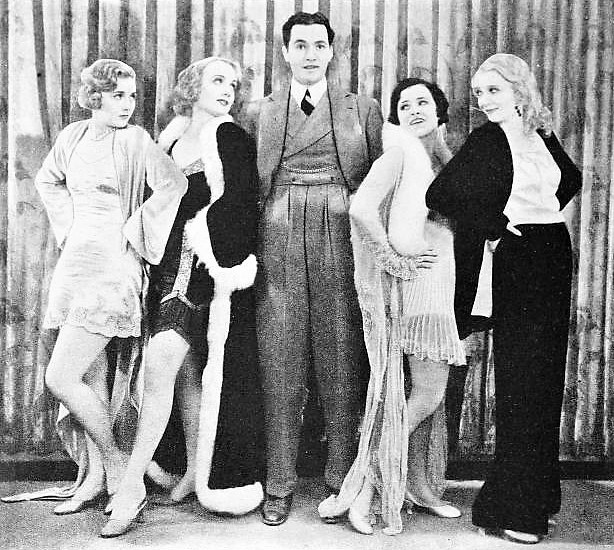
Josephine Dunn, Carole Lombard, Buddy Rogers, Kathryn Crawford et Virginia Bruce.

- Charles "Buddy" Rogers : William Butler Reynolds
- Kathryn Crawford : Jacqueline
- Josephine Dunn : 	Maxine
- Carole Lombard : Pauline
- Roscoe Karns : Bertram Shapiro
- Richard Tucker : F. Carstair Reynolds
- Francis McDonald : Phil Kemptom
- Raoul Paoli : Jules
- Virginia Bruce : Alma McGregor
- Geneva Mitchell : Cleo Carewe
- Louise Beavers : Messalina
- Lawrence Grant : Commander Brinker (non crédité)
- Tom London : Motorist (non crédité)
- Russ Powell : portier (non crédité)
- Charles Sullivan : chauffeur de taxi (non crédité)